# Bercedo (Cantabria)
Bercedo es una localidad del municipio de Valdeolea (Cantabria, España). En el año 2024 contaba con una población de 10 habitantes (INE).

## Paisaje y naturaleza
La localidad se encuentra a 956 metros de altitud sobre el nivel del mar, y a 3 kilómetros de la capital municipal, Mataporquera.Bercedo es un pequeño pueblo que se oculta entre una serie de oteruelos de pequeñas dimensiones que, por el flanco oeste, en dirección a Cuena y Mercadillo, se cubren de quejigos de mediano desarrollo.
Se encuentra a los pies de un bosque de robles, donde habita el oso montañés, una especie en peligro de extinción.

## Patrimonio histórico
En el paraje de El Monte, se ha descubierto recientemente un menhir tumbado que podría tener relación con el famoso “cañón” de Mataporquera y que es una muestra de la ocupación humana de estas tierras desde los tiempos de la remota Prehistoria.
En el casco urbano de lo más destacable es la ermita de la Inmaculada, posiblemente del siglo XVIII, de estructura sencilla con nave única de un solo tramo, cabecera destacada en altura y elemental portada y espadaña. Funciona como iglesia parroquial de Santa María de las Henestrosas, que se encuentra en un pequeño alto a medio camino entre Bercedo y este último pueblo, cabecera del concejo de “Las Quintanillas”.
- Datos: Q5726290